# Dagestan

Karta över Dagestan.

Dagestan (ryska: Дагестан) är en delrepublik i Ryssland och är belägen i norra Kaukasien, väster om Kaspiska havet. Den har en yta på 50 300 km² och nästan 3 miljoner invånare. Huvudstaden är Machatjkala och andra stora städer är Chasavjurt, Derbent och Kaspijsk. Dagestans president var länge Magomedali Magomedov men efter Rysslands president Vladimir Putins förordan ersatte Muchu Alijev honom efter att 20 februari 2006 ha godkänts av Dagestans parlament. Sedan 2018 är Vladimir Vasil'jev ledare för delrepubliken. Under 90-talet ledde konflikten i angränsande Tjetjenien till en invasion av Dagestan.

## Folkgrupper
Dagestan bebos av ett antal olika folkgrupper. Befolkningen är till största delen muslimer, främst sunni med också i mindre utsträckning shia. Ett visst antal av folkgrupperna räknas som autoktona medan andra räknas som invandrade.[källa behövs]

### Autoktona
- Avarer
- Darginer
- Lezginer
- Kumyker
- Nogajer
- Rutuler
- Tabasaraner
- Azerbajdzjaner

### Invandrade
- Ryssar